# Sanzinia
Sanzinia es un género de serpientes de la subfamilia Sanziniinae, familia Boidae. Este género incluye dos especies de boas de tamaño mediano endémicas de Madagascar.

## Especies
Las siguientes especies pertenecen al género Sanzinia:
- Sanzinia madagascariensis (Deméril & Bibron, 1844) - Boa arborícola de Madagascar
- Sanzinia volontany (Vences & Glaw, 2004) - Boa de Nosy Komba